# カリブ族

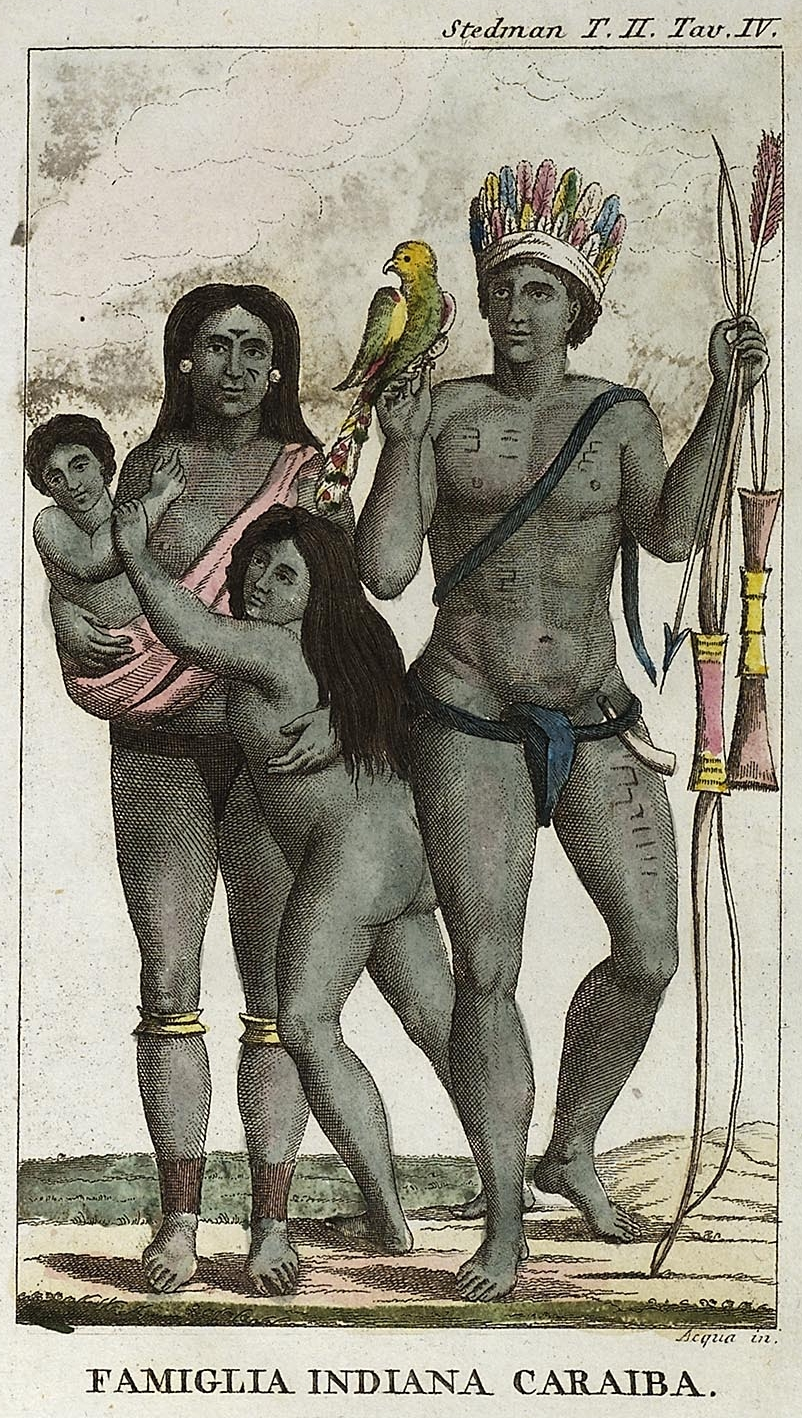
1818年に描かれたカリブ族の家族

カリブ族（カリブぞく、Caribs、カリナゴ族、Kalinagoとも言う）とは南アメリカを原住地とするカリブ語系のインディオである。西インド諸島は小アンティル諸島の島嶼カリブ、中米カリブ海沿岸のブラック・カリブ、コロンビア、南アメリカのベネズエラ、ガイアナ、スリナム、仏領ギアナ、ブラジルに散在する大陸カリブの3つに区分される。バーベキューやハリケーン、カニバルなどの単語をもたらした。
「カリブ」はヨーロッパ人が名付けた呼び方で、差別的・偏見を与えるという意見がある。島嶼カリブが多く居住するドミニカ国では、2015年2月に「カリブ」という用語は「カリナゴ」へ置き換えられた。カリナゴというのは自称で、17世紀にドミニカ島で布教活動を行ったレーモン・ブルトンが著作した辞典によると、「カリブ族の本当の名前」とされている。

## 島嶼カリブ
小アンティル諸島に居住していた。コロンブスの到来の約100年前には南アメリカから小アンティル諸島を北上し、先住民のアラワク族を征服した。大アンティル諸島のタイノ族も襲っていたが、プエルトリコの東部を除き、定住していたかは不明である。
コロンブスらスペイン人の報告では、アラワク族の男を殺して食べる人食い人種と見なされた。人食い人種という評判が広まった結果、後にヨーロッパにおいてカニバリズムと言う言葉も出来た。好戦的であり、ヨーロッパからの入植を防ぐため戦い入植を困難にしたが、やがて殺されたり追い出されたりされ衰退し、カリブ族の居住地は17世紀には小アンティル諸島のドミニカ島とセントビンセント島だけとなった。ドミニカ島のカリブ族は1903年7月4日にカリブ族居留地 (Carib Reserve) として特定居留地に移され、1940年代にはカリブ族の人口は約500人になっていた。1952年にカリブ評議会が設立された。1930年9月、植民地政府の警察がカリブ族が密輸をしていると密輸品とされる酒類のアルコールとタバコを押収した事がきっかけで、警察とカリブ族が衝突した。この衝突で、イギリス海軍が鎮圧に乗り出し、負傷者も出る中、2人が死亡（内、1人の犠牲者カリブ族首長のトーマス・ジョリー・ジョンは投獄射殺された）。この衝突はカリブ戦争とも呼ばれた。この事件でカリブ居留地での首長制や1952年の事務所などはイギリス植民地政府により中断させられた。ドミニカ島は1978年11月3日イギリスから独立するが、同年の3月31日カリブ居留地法により、カリブ族居留地に内部自治政府が設立された。管理センターはカリブ族居留地の中心地でもあるサリュビア（Salybia、Salibia）にある。2015年2月以降はカリナゴ・テリトリーと呼ばれている。
かつて、好戦的で人食い族として恐れられていたが現在は農業を営み、穏和な集団を築き、民主的に選ばれる独自の首長（en:Chief of the Carib Territory）がいる。また熱心なカトリック信者でもあり、イギリス式の学校教育を受け、市場経済などの影響で急速なドミニカ化が進んでいる。そのため、カリブ族伝統のアイデンティティーはほとんど失われてしまっている。現在のドミニカ国のカリブ族の人口は黒人や白人の混血も含めると約3400人である。

ドミニカ国の北東部にあるカリブ族の居留地

大臣や首長を決めるのは選挙で、首長は5年任期である。2009年からの首長は1999年から2004年まで首長を勤めていたガーネット・ジョセフ（Garnette Joesph）である。チャールズ・ウィリアムズ（Charles Williams）は2004年から2009年まで、女性首長であるヒラリー・ベルグレーブ・フレデリック（Hilary Belgrave Frederick）は1979年から1984年と1994年7月から1999年まで首長を勤めていた。ケリー・ガルニュー（Kelly Graneau）は2007年の選挙で前職クラウディウス・サンフォード（Claudius Sanford）を破ってカリブ族大臣となった。
カリブ族地域にあるトウナ村（Touna Village）はカリブ族が暮らす村の1つである。1997年に橋や道路、ラジオ局などが出来るなど開発もされ、ツアーで観光客も訪れる事も出来る様になっている。現在カリブ評議会のメンバーでもあるアーヴィンス・オーギュスト（Irvince Auguiste）が現在村のプロジェクトマネージャーとして管理しており、観光などの村の発展に努めている。
映画『パイレーツ・オブ・カリビアン/デッドマンズ・チェスト』では共食いをする邪悪な人喰い族が登場する。その人喰い族とはカリブ族の事である。映画はドミニカ国で約3ヶ月間撮影されているが、この人喰い族に現地のカリブ族の人達がキャスティングされている。トウナ村の管理者でもあるアーヴィンス・オーギュストも参加した。ドミニカ国のカリブ族コミュニティの約100人余りが映画に参加したとされている。当初は元首長のウィリアムズらが、部族のコミュニティの100人余りが共食いをする邪悪な人喰い族として映画に参加するのは部族に対する差別的だ、などと抗議があり、反対していた。各メディアも「ドミニカ国のカリブ族の人達を人喰い族としてディズニーは描こうとしている」、「差別的なのでは?」と報道するなど、議論もあった。

## ブラック・カリブ
セントビンセント島に居たカリブ族と、17～18世紀に奴隷としてアフリカから連れて来られた黒人との混血の子孫。中米の英領ホンジュラスことベリーズやグアテマラ、ホンジュラスなどの島嶼や沿岸部に住む。定住後の約100年間は他の民族、特に黒人系とは友好的だった。時代が経つにつれカリブ族の文化よりも西インド諸島の黒人文化との類似性が強まっている。

## 大陸カリブ
南アメリカに住む。数千人から1万人ほどのカリブ語族がいるといわれている。ドミニカ国や中米に住むカリブ族と比べると伝統的文化は比較的、保たれている。18世紀頃まではギアナ3国の密林奥地を中心に居住していたが、現在は沿岸部を中心に居住している。島嶼カリブと比べると移動性や好戦性は強くなく基本的に狩猟民で社会構造は単純である。

## グリグリ・プロジェクト
1997年ドミニカ国のカリブ族の先祖をカヌーで渡り、南米ガイアナのカリブ族と再会する、「グリグリ・プロジェクト」（Gli Gli Project）が始まった。プロジェクトのグリグリ（Gli Gli）とはカリブ族の言葉でハイタカを意味し、勇気のトーテムの象徴として、古代カリブ族の戦士が尊敬した鳥でもある。1994年イギリス領バージン諸島出身のイギリス人芸術家アルゴラン・ディックがドミニカ国のカリブ族居留地へ訪問した時、ジェイコブ・フレデリックと言う地元で、活動しているカリブ族のアーティストと出会ったのがきっかけである。フレデリックはカリブ族のアイデンティティーを誇りに思って活動してる人物で、親交を深めた2人は、このカヌー・プロジェクトを計画した。1995年12月カリブ居留地で地元のカヌー造りの職人エティエンヌ・シャーロ・チャールズの協力を得て、熱帯雨林から丸太を切り、古代カリブ族伝統のカヌーを設計しカヌーを造った。1997年5月に航海に必要な資金も出来、フレデリックの出身地であるドミニカ国のカリブ居留地のサリュビアから出航した。カヌーの乗組員にはディックとカリブ族のフレデリック、歴史学者など12人が参加。ドミニカ国から南下し、ウィンドワード諸島の島々を渡り、ベネズエラのオリノコ川流を旅し、最終的目的地であるガイアナ北西のカリブ族居留地まで、航海する。また2007年にはアンティグア島からリーワード諸島の島々を渡り、ディックの出身地イギリス領バージン諸島へ航海もした。アルゴラン・ディックはカリブ諸島の歴史や文化にカリブ族がどのような役割を果たしてきたかを自ら探り、知らせ、現在の自分達の存在をもっと認識してもらうための旅であると語り、ディックとこの共同プロジェクトした、カリブ族出身のジェイコブ・フレデリックの旅でもある。この航海の様子を撮影された映像はユージン・ジャレキ監督で「Quest of the Carib Canoe」と言う題名で 2000年にドキュメント映画となり、BBC放送でも放送され反響を呼んだ。

## 関連文献
- 国本伊代 編『カリブ海世界を知るための70章』明石書店、2017年。
  - 国本伊代『カリブ海域の先住民は絶滅したのか？』。　
  - 三吉美加『カリブ海島嶼のマイノリティ』。